# جورج ديماس
جورج ديماس (بالإنجليزية: George Demas)‏ هو عالم تربة ‏ أمريكي، ولد في 28 أبريل 1958، وتوفي في 23 ديسمبر 1999 في سنو هيل في الولايات المتحدة بسبب ذات الرئة.